# Fermentering
Fermentering er en kemisk proces, som katalyseres af eller foregår under indvirkning af mikroorganismer og deres enzymer. 
Ved fermentering nedbrydes organisk materiale til enten andet organisk eller til uorganisk materiale eller en blanding, som i eksemplet med alkoholgæring, hvor der dannes både uorganisk kuldioxid og organisk ethanol. Der kan også dannes komplicerede biologiske molekyler som for eksempel antibiotika.
Gærsvampes anaerobe gæring/alkoholfermentering er et godt eksempel. Her nedbryder de sukker (saccharose) til ætanol (ethanol) og kuldioxid (carbondioxid).
Reaktionsskemaet for almindeligt bagegærs alkoholgæring:
C12H22O11 + H2O → 2C6H12O6 → 4 CO2 + 4 C2H5OH + energi nok til 4 ATP og energi der går tabt som varme.
Men gærsvampenes aerobe respiration er også en fermentering. Fermentering og gæring er næsten synonymer, idet ordet gæring dog sommetider i dag bruges mere specifik om fermentering, hvor der anvendes gær. Tidligere var ordet gæring det almindelige udtryk, mens ordet fermentering først har fået almindelig udbredelse i de senere årtier. 
Et andet godt eksempel er eddikesyrebakteriers aerobe oxidation af ethanol til eddikesyre (ethansyre)
Andre eksempler på fermenteringer er fremstilling af øl, vineddike, soyasauce, mousserende vine, spiselige oliven, yoghurt, ost, sauerkraut og penicillin.